# E-Divisie 2018-19

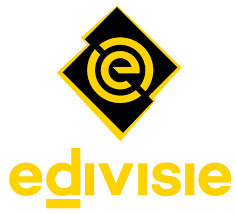
Logo van de E-Divisie

E-Divisie 2018-19 is het derde seizoen van de Nederlandse E-Divisie.
Door degradatie uit de Eredivisie komen FC Twente, Sparta en Roda JC in 2018-2019 niet meer uit in de E-Divisie. Daarvoor in de plaats komen de naar de Eredivisie gepromoveerde clubs Fortuna Sittard, FC Emmen en De Graafschap.

## Hoe het werkt
Er zijn drie verschillende poules en elke poule bestaat uit zes spelers. Elk team speelt één wedstrijd tegen de andere uit de poule. Een wedstrijd wordt bepaald uit twee losse wedstrijden (uit en thuis). De nummer 1 en 2 gaan direct door naar de knock-outfase. De nummers 3 en 4 spelen om de laatste twee tickets in een poule van zes. Acht clubs zullen dan strijden in een knock-outtoernooi (best of 3) om de titel. De PlayStation- en Xbox-kampioen zullen in een onderlinge strijd uitmaken wie zich de kampioen mag noemen van de E-Divisie 2018/2019.

## De groepen en de e-sporters
Een wereldwijd unicum is dat alle e-sporters officieel verbonden zijn aan de achttien Eredivisieclubs. De Eredivisieclubs zijn een zoektocht gestart naar een e-sporter, die hun club gaat vertegenwoordigen in de E-Divisie.

### Groep A
- ADO Den Haag - Jeremy Scroth
- FC Emmen - Luuk Jans
- AFC Ajax - Dani Hagebeuk
- Heracles Almelo - Bryan Hessing
- VVV Venlo - Nick Cooiman
- FC Utrecht - Danny Hazebroek

### Groep B
- PSV - Stefano Pinna
- Willem II - Viri Sital
- FC Groningen - Nick Den Hamer
- SC Heerenveen - Floris Jornma
- NAC Breda - Menno Bouhuijzen
- AZ Alkmaar - Jason Glas

### Groep C
- PEC Zwolle - Tony Kok
- Excelsior - Levy Frederique
- Feyenoord - Jaey Daalhuisen
- De Graafschap - Julian van den Berg
- Fortuna Sittard - Renzo Oemrawsingh
- Vitesse - Paskie Rokus

## Punten
De e-sporters spelen om 'Global Series Points'. De nummer 1 verdient 850 punten. Wanneer de e-sporters genoeg punten hebben verdiend, kunnen zij zich kwalificeren voor de FIFAe World Cup.